# Bodmér
Bodmér là một thị trấn thuộc hạt Fejér, Hungary. Thị trấn này có diện tích 7,17 km², dân số năm 2010 là 217 người, mật độ 30 người/km².